# Humbeek
Humbeek est une section de la commune belge de Grimbergen située en Région flamande dans la province du Brabant flamand. C'était une commune à part entière avant la fusion des communes de 1977.

## Histoire
Situé au milieu des possessions de la famille de Berthout, le village de Humbeek était un franc-alleu appartenant au chapitre de Saint-Rombaut (de Malines). L'alleu de Humbeek avait sa cour féodale, de laquelle relevait la seigneurie de Humbeek, avec plus de 30 arrière-fiefs; sa cour censale; son échevinage, qui jugeait par arrêt et sans appel ni révision.
On ne sait à quelle époque, les chanoines de Saint-Rombaut avaient donné la terre de Humbeek en fief à la famille Berthout. En 1313, Florent Berthout, fils de Gauthier VI, seigneur de Malines, vendit Humbeek à Daniel, seigneur de Bouchout, dont la postérité le garda jusqu'en 1606.
En 1694, le roi d'Espagne Charles II, érigea Humbeek en comté par diplôme donné à Madrid le 24 novembre, en faveur de Jacques-François Lecocq.
Le village dépendait de la mairie de Kapelle-op-den-Bos.

## Évolution démographique
- Sources : INS, Rem. : 1831 jusqu'en 1970 = recensements, 1976 = nombre d'habitants au 31 décembre.

## Armoiries
Il était de tradition que toutes les anciennes communes de Belgique aient des armoiries. Pourtant ce n'est qu'en 1956 que les autorités choisirent finalement les armoiries de la famille Lecocq, comtes de Humbeek au XVIIIe siècle. " D'argent au coq de sable hardi et chantant, barbé, becqué, crêté et membré de gueules, l'écu sommé d'une couronne à 15 perles, dont 3 surélevées ". 

Le blason de la localité de Humbeek